# 分倍河原の戦い (室町時代)
分倍河原の戦い（ぶばいがわらのたたかい）は、室町時代後期の享徳4年（1455年）1月21日・1月22日に、武蔵国多摩川河畔の分倍河原（現在の東京都府中市）において、足利成氏率いる鎌倉公方勢と上杉顕房率いる（総大将は在京の上杉房顕）関東管領勢との間で行われた合戦である。
この戦いをきっかけに、応仁の乱と並んで室町時代最大の戦乱といわれる享徳の乱の幕が開かれることとなった。また、この享徳の乱の勃発をもって関東の戦国時代のはじまりとされる。

## 背景
永享の乱によって鎌倉公方が滅亡してから10年を経て、鎌倉府を再興しようとする動きが現れた。京都の室町幕府では、過去の幕府と鎌倉公方との対立の歴史からこうした動きには懐疑的であり、管領細川勝元は反対論を、前管領の畠山持国は賛成論を唱えて議論となったが、越後守護である上杉房定の懇願もあり、結局はこれに同意した。
新しく鎌倉公方に選ばれたのは、幕府によって滅ぼされた前公方足利持氏の遺児・永寿王丸であり、これを補佐する新しい関東管領には前関東管領上杉憲実の子である山内上杉家の憲忠が選ばれた。既に出家していた上杉憲実は、永享の乱が自分と持氏の意見対立がこじれたことをきっかけにして起こったことから、永寿王丸は自分やその息子たちに恨みを抱いていると考えて、憲忠に辞退を迫った。だが、山内上杉家の家宰・長尾景仲と扇谷上杉家の家宰・太田資清が憲忠に強く就任を勧めたために、憲忠もこれに応じることとなった。
文安4年（1447年）、永寿王丸と上杉憲忠は鎌倉に入り、憲忠が関東管領に任命され、2年後の宝徳元年（1449年）に元服して従五位下・左馬頭に任命された永寿王丸は将軍足利義成（後の義政）の一字を拝領して「足利成氏」と名乗り、正式に第5代鎌倉公方に就任した。だが、成氏が結城成朝・簗田持助・里見義実といった永享の乱・結城合戦で鎌倉公方家に殉じた武将の遺児たちを側近として登用するようになると、上杉氏やその家臣団の反発も高まっていった。
宝徳2年（1450年）、相模国鎌倉郡長尾郷（現在の横浜市栄区長尾台）が、足利成氏の命令を奉じた簗田持助に押領される事件が起きた。この地はその名の通り、上杉氏筆頭重臣の長尾氏発祥の地であり、そこにある御霊宮は長尾氏一門の祖先祭祀の中心であった。この事態に長尾景仲ら長尾氏一族は激しく憤慨し、長尾氏に同情的な太田資清（景仲の娘婿でもある）とともに激しく抗議したが、成氏側は返還には応じようとしなかった。
宝徳2年4月20日、長尾景仲・太田資清が鎌倉に兵500騎を入れてクーデターを起こそうとした。だが、成氏は事前にこの情報を入手すると、その夜のうちに小山持政らに守られて鎌倉を脱出し、江ノ島に立て籠もった。翌21日、鎌倉に突入した景仲らは成氏を追って江ノ島に迫った。そこに小田持家・宇都宮等綱・千葉胤将が成氏救援のために出陣してきたため、由比ヶ浜で両軍は交戦した。
長尾・太田軍は惨敗した上に、事情を知らない主君・上杉憲忠までが成氏救出のために小幡氏らを出陣させたことが明らかになったため、長尾景仲と太田資清は資清の主君である前扇谷上杉家当主上杉持朝の糟谷館（現在の神奈川県伊勢原市）に逃げ込んだ。上杉憲忠は事件に全く関与していなかったが、襲撃したのが長尾・太田の兵であると知って謹慎した（江ノ島合戦）。
事態を知った幕府は、当時管領に復帰していた畠山持国が仲裁にあたり、成氏の有利の裁定が下された。これを受けて成氏は8月4日に鎌倉に戻り、上杉憲忠も10月に入って職務に復帰、その懇願によって長尾景仲らの罪も赦免された。ところが、その後も成氏側・憲忠側双方の武士が対立陣営の所領を押領する事件が頻発した。
これに対し、再度持国に代わって管領に就任した細川勝元は、一転して鎌倉公方の権力削減に乗り出した。一方、憲忠の義父でもあった上杉持朝はこのまま放置すれば娘婿の憲忠の身に危険が及ぶと考えて、秘かに長尾景仲とともに上杉氏の本国である上野国に入って成氏討伐の準備を進めるようになっていった。
こうした動きを掴んだ足利成氏やその周辺も、対抗策を秘かに練り始めていた。

## 経過
享徳3年12月27日（1455年1月15日）の夜、鎌倉の管領屋敷にいた上杉憲忠は足利成氏からの至急の出仕命令を受けた。折りしも、長尾景仲は年の終わりが近いということで、同じく家宰であった義兄の長尾実景に留守を託して長尾郷の御霊宮に泊りがけで参詣に出ており、憲忠はそのまま、成氏の御所に出仕した。
ところが、御所に入った憲忠を結城成朝・里見義実・武田信長が手勢を連れて取り囲み、憲忠はなすすべも無く、結城家臣の多賀谷高経（後の朝経）・氏家兄弟によって討ち取られた。同じ頃、岩松持国率いる別働隊が管領屋敷を襲撃し、実景ら上杉家家臣を殺害したのである。
憲忠暗殺の報せを聞いた景仲は鎌倉に戻ると、直ちに管領屋敷に火を放つとともに憲忠正室（上杉持朝の娘）ら生き残った人々を持朝の糟谷館に避難させた。糟谷館に着いた景仲は、持朝や持朝嫡男で扇谷上杉家当主の顕房・犬懸上杉家の憲秋・小山田上杉家の藤朝ら上杉一族の要人と協議して京都にいる憲忠の弟・房顕を次の関東管領に迎え入れるとともに成氏を討伐する事を決めた。更に景仲はそのまま領国の上野に入って兵を集めるとともに、使者を越後守護の上杉房定に派遣して援軍を求めた。更に嫡男・景信を直接京都に派遣して事の次第を幕府に報告するとともに、房顕を迎える事にした。
年が明けて1月5日、成氏は上杉氏の本国である上野を攻略するために鎌倉を出発して武蔵国府中の高安寺に入った。一方、この報を聞いた上杉持朝はその留守に鎌倉を奪おうとして出陣したものの、翌日になって相模国島河原（現在の神奈川県平塚市）で鎌倉の留守を守っていた武田信長の迎撃にあって敗退した。この報せを聞いた長尾景仲は直ちに上野・武蔵の兵を率いて府中に向けて出撃し、上杉一族もこれに合流すべく出陣した。
1月21日、府中近郊に結集した上杉軍は2000騎の兵で高安寺に攻め寄せるが、成氏軍は分倍河原に500騎で討って出た。成氏軍の突撃に不意を突かれた上杉軍は混乱し、先鋒の上杉憲秋は手前の立河原（現在の東京都立川市）で敵の手にかかってしまう。致命傷を負った憲秋は家臣によって間一髪のところで救われたものの、高幡不動（一説には荏原郡池上）で自害した。憲秋自害を知った上杉顕房らは激怒して翌日新手の500騎をもって分倍河原に進撃した。
緒戦で上杉軍先鋒の大石房重らが討たれたものの、成氏軍にも多くの犠牲が出たため一進一退となった。そこへ、結城成朝らの軍勢が上杉軍に襲いかかったために上杉軍は後退をはじめ、更に相模への退路も絶たれたために上杉軍は東に向かって潰走した。だが、なおも結城成朝率いる成氏軍の追跡は続き、武蔵夜瀬（同三鷹市）で包囲された顕房・藤朝は24日に自害して果て、難を逃れた長尾景仲は残った軍をまとめて辛うじて常陸国小栗城（現在の茨城県筑西市）まで落ち延びる事が出来たのである。

## 影響
勢いに乗じた足利成氏は武蔵国内の上杉側の拠点を次々と攻略するが、長尾景仲が小栗城にいると知って3月3日に下総国古河城に入り、那須資持・筑波潤朝・小田朝久らの加勢を得て小栗城の攻撃を開始した。途中、小田朝久の急死という事態はあったものの、閏4月にはここを攻め落として景仲を敗走させた。一方、扇谷上杉家では顕房の子・上杉政真が当主に立てられて、顕房戦死の責任をとって出家した太田資清に代わって息子の資長（後の太田道灌）が家宰に就任した。
一方、京都の室町幕府ではこの年明け早々にこの戦いの報が入っていたが、成氏に同情的な意見もあり議論は紛糾した。だが、管領細川勝元の意向で3月には成氏討伐令が上杉氏一族をはじめ周辺の守護である今川範忠（駿河）・小笠原光康（信濃）・宇都宮等綱（下野）・千葉胤直（下総（前守護））にも下された。宇都宮・千葉両氏は江ノ島合戦では成氏側についていたが、宇都宮氏は元々父親である先代持綱を成氏の父・持氏に殺されたために復讐の機会を狙っており、千葉氏では江ノ島当時の当主であった守護・胤将が急死して持氏と対立していた先代胤直が復帰していたため、今川氏・小笠原氏とともに成氏討伐軍に加わったのである。
在京していた今川範忠は後花園天皇から錦御旗を受け取ると直ちに本国に戻って兵を出陣させ、6月16日には武田信長らを破って鎌倉を占領した。また、越後守護の上杉房定も秘かに京都から越後に入っていた新しい関東管領上杉房顕を擁して上野国三宮原（現在の群馬県吉岡町）で岩松持国ら上野の成氏派と交戦した。だが、一方で宇都宮等綱は成氏直々の攻撃によって宇都宮城を攻め落とされた事により重臣達によって追放されてしまい、一方、千葉胤直も討伐軍に反対する親成氏派の馬加康胤を擁立した重臣原胤房によって攻め滅ぼされてしまったのである。
成氏はこの状況をみて鎌倉への帰還は困難と判断して古河城に入ってここを仮の御所にする事を宣言した。これを古河公方と呼ぶ。その後、関東各地で成氏軍と上杉軍の交戦は続くものの、次第に利根川（当時は現在と違って南の江戸湾に流れていた）を挟んで東側を成氏側が、西側を上杉側が掌握していくようになっていった。特に同年7月、朝廷は関東での戦乱を理由に元号を康正と改元したが、利根川の西側では「康正」の元号に改められたものの、東側の成氏陣営では自分を不当に追討した朝廷と幕府の改元には従わないとして依然として「享徳」の元号を用い続けた（以後、朝廷では5回もの改元が行われたのにもかかわらず、成氏陣営は以後23年間にわたって「享徳」の元号を用い続け、その間に京都で起きた応仁の乱に際しても敵対的な中立を維持し続けた）。
以後、関東地方は28年にもわたる「享徳の乱」が繰り広げられる事になっていった。